# Lucia Cifarelli
Lucia Cifarelli, född 23 september 1970 i Long Island i delstaten New York i USA, är sångerska i industrial gruppen KMFDM. Hon turnerade med deras 84-04-USA-turné.
Cifarelli är involverad i sidoprojekten Land of Volcanoes och Drill.